# 雞胸山
雞胸山（英語：Unicorn Ridge）是香港的一座山峰，位於九龍黃大仙區與新界沙田區之間，竹園邨以北、慈雲山西面，為九龍群山之一。雞胸山高海拔437米。